# Eyes Set To Kill
Eyes Set to Kill er et amerikansk post-hardcore-band from Phoenix, Arizona. Søstrene Alexia Rodríguez (født 23. november 1987) og Anissa Rodríguez (født 27. januar 1989), startede bandet i 2003 sammen med den tidligere sangerinde Lindsey Vogt. Lindsey Vogt forlod bandet i midten af 2007, og dannede efterfølgende et soloprojekt kendt som The Taro Sound, og efterfølgende bandet The Attraction. Efter Lindseys afsked indtog Alexia rollen som forsanger for bandet, såvel som guitarist.
The World Outside (2009) blev meget anmelderrost, og gruppen blev fremvist på omslaget af USA Today, som et af Alternative Press Magazine's "100 Bands You Need To Know" ("100 bands du skal kende"), samt var værter for en episode af MTV's Headbangers Ball.

## Diskografi

### Studiealbum
- 2008: Reach
- 2009: The World Outside
- 2010: Broken Frames
- 2011: White Lotus
- 2013: Masks
- 2018: Eyes Set to Kill

### Ep'er
- 2006: When Silence Is Broken, The Night Is Torn

### Opsamlingsalbum
- 2011: The Best of ESTK